# 6935 Morisot
6935 Morisot este o planetă minoră (asteroid), cu un diametru de 3,573 km, din centura de asteroizi. A fost descoperită pe 24 septembrie 1960 la Observatorul Palomar de Cornelis Johannes van Houten și a fost numită după Berthe Morisot. 
Obiectul prezintă o orbită caracterizată de o semiaxă mare de 2,2766547 UAi, o excentricitate de 0,09, o înclinație de 0,54767 ° în raport cu ecliptica.